# Höfstettermühle (Dombühl)
Höfstettermühle ist ein Gemeindeteil des Marktes Dombühl im Landkreis Ansbach (Mittelfranken, Bayern). Höfstettermühle liegt in der Gemarkung Dombühl.

## Geografie
Die Einöde liegt am Ebertsmühlengraben, einem linken Zufluss der Wörnitz. Einen halben Kilometer nordwestlich liegt der Vetschenberg (529 m ü. NHN), der eine Erhebung der Sulzachrandhöhen ist, die Teil der Frankenhöhe sind. Im Süden liegt das Bergfeld. Eine Gemeindeverbindungsstraße führt an der Ebertsmühle vorbei nach Bersbronn (1 km südwestlich) bzw. zur Kreisstraße AN 35 (0,5 km östlich), die nach Dombühl (1,3 km südöstlich) bzw. am Fischhaus vorbei nach Schillingsfürst zur Staatsstraße 2246 verläuft (2,1 km nordwestlich).

## Geschichte
Mit dem Gemeindeedikt (frühes 19. Jahrhundert) wurde Höfstettermühle dem Steuerdistrikt und der Ruralgemeinde Dombühl zugewiesen.

## Einwohnerentwicklung
| Jahr      | 001818 | 001840 | 001861 | 001871 | 001885 | 001900 | 001925 | 001950 | 001961 | 001970 | 001987 |
| Einwohner | 8      | 3      | *      | 10     | 6      | 8      | 6      | 8      | 5      | 5      | 4      |
| Häuser    | 1      | 1      |        |        | 1      | 1      | 1      | 1      | 1      |        | 1      |
| Quelle    | [ 7 ]  | [ 8 ]  | [ 9 ]  | [ 10 ] | [ 11 ] | [ 12 ] | [ 13 ] | [ 14 ] | [ 15 ] | [ 16 ] | [ 1 ]  |

## Religion
Der Ort ist seit der Reformation evangelisch-lutherisch geprägt und bis heute nach St. Veit (Dombühl) gepfarrt. Die Einwohner römisch-katholischer Konfession sind nach Kreuzerhöhung (Schillingsfürst) gepfarrt.